# Parc éolien de DanTysk

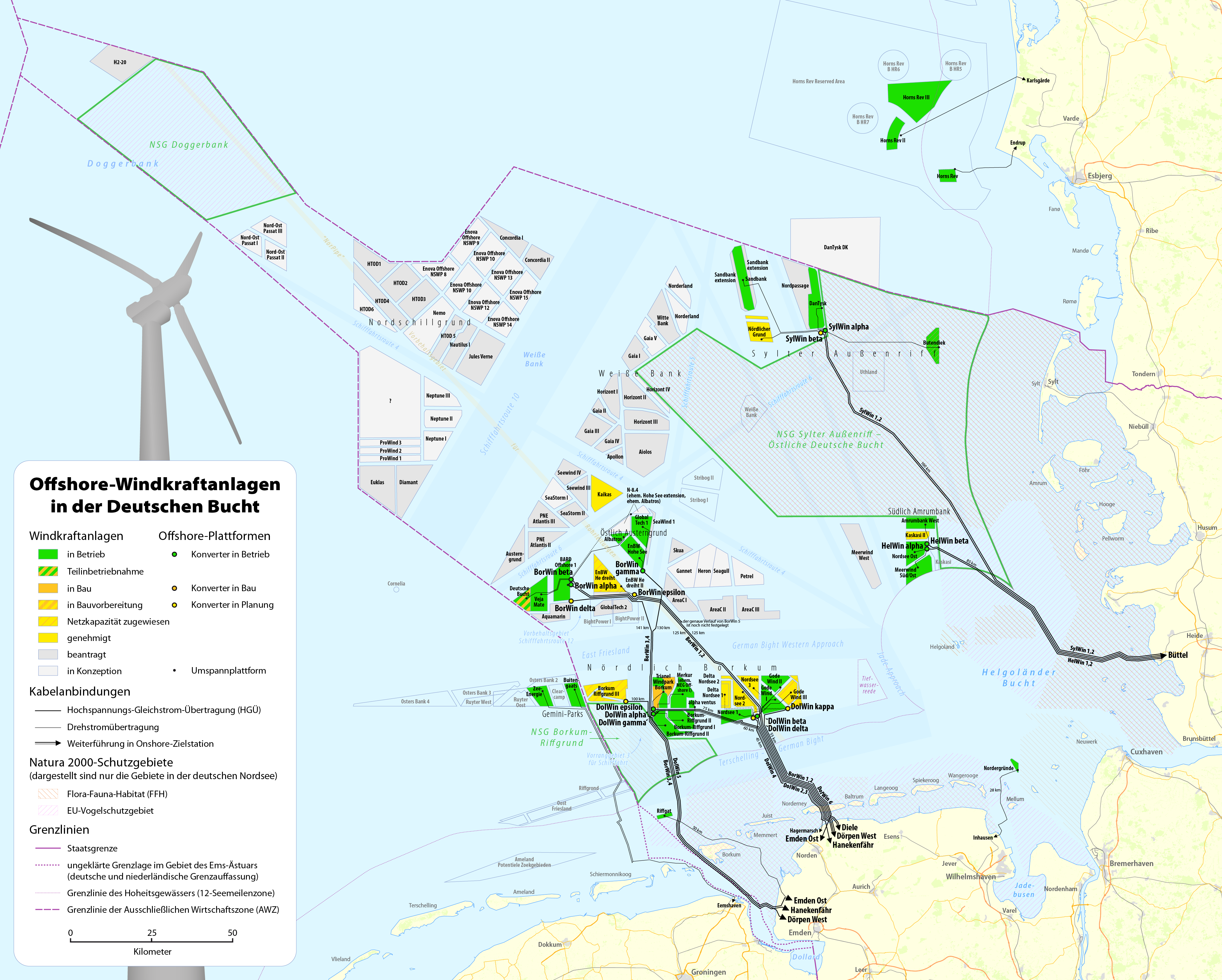
DanTysk dans les parcs éolien de la baie Allemande

Le parc éolien de DanTysk est un parc éolien situé en mer du Nord, dans la zone économique exclusive de l'Allemagne. Le projet aurait coûté 900 millions d'euros. En 2007, le projet a été acquis par Vattenfall  qui a revendu 49 % en 2010 à Stadtwerke München.